# Carnotaurinae
Carnotaurinae je podčeleď poměrně velkých masožravých dinosaurů (teropodů) z čeledi Abelisauridae.

## Popis

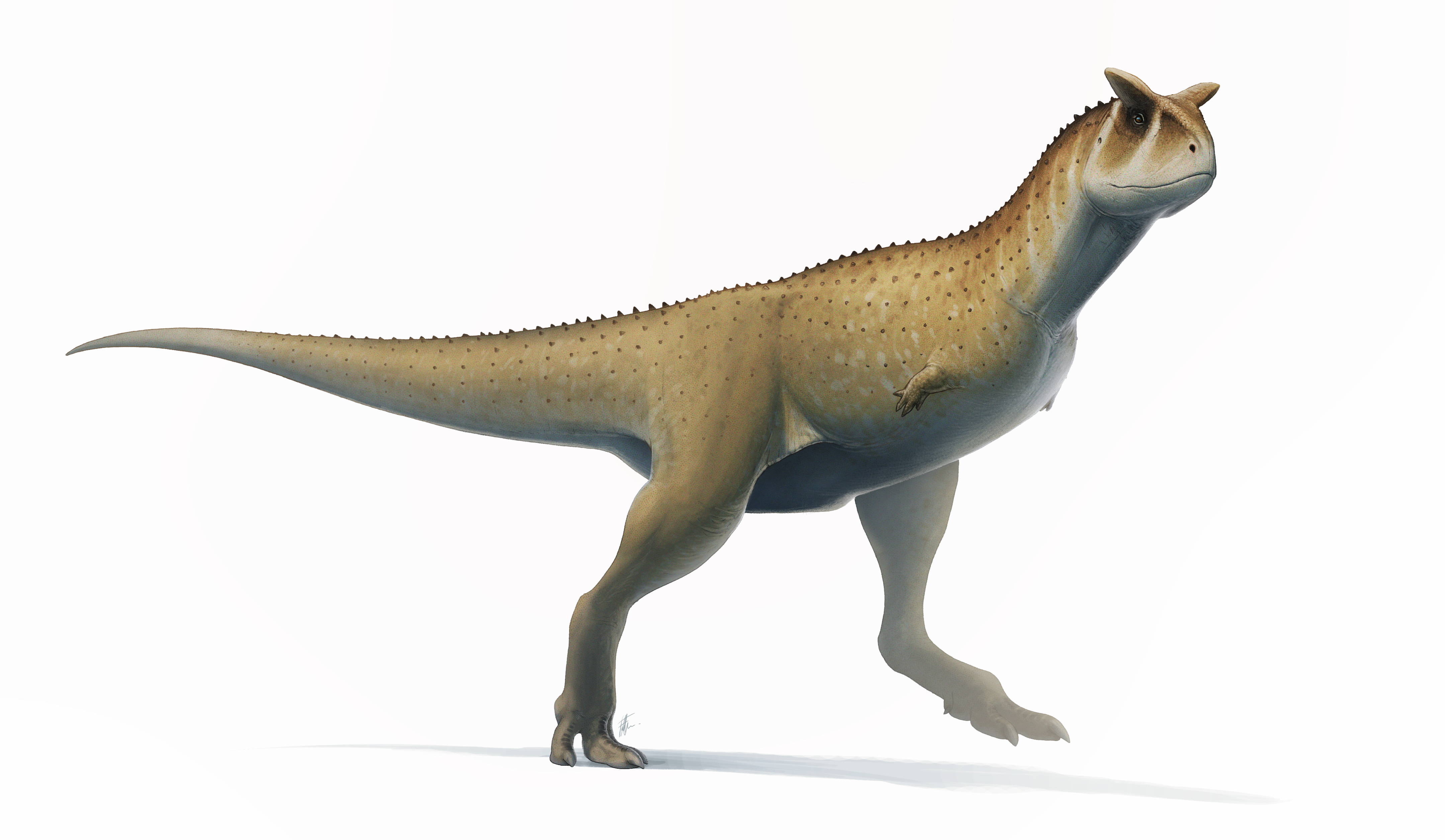
Moderní rekonstrukce vzezření rodu Carnotaurus.

Byli to po dvou nohách se pohybující predátoři, žijící v období svrchní křídy (asi před 98 až 66 miliony let) především na jižních kontinentech. Jejich velikost se pohybovala kolem 6 až 9 metrů na délku a charakteristikou byla značně zkrácená lebka a zakrnělé přední končetiny. Podčeleď stanovil a pojmenoval americký paleontolog Paul Sereno v roce 1998 a definoval ji jako klad všech rodů abelisauridů blíže příbuzných rodu Carnotaurus než rodu Abelisaurus.

## Zástupci
Dnes řadíme do této podčeledi čtyři rody - Aucasaurus (Argentina), Carnotaurus (Argentina), Majungasaurus (Madagaskar) a Rajasaurus (Indie). V roce 2008 byla provedena další fylogenetická analýza v rámci popisu nového rodu Skorpiovenator a v podčeledi Carnotaurinae byla vyčleněna podskupina Brachyrostra (všichni abelisauridi bližší rodu Carnotaurus než rodu Majungasaurus).